# Степанов Павло Тихонович
Павло Тихонович Степанов (1839—1908) — російський зоолог.

## Біографія
Народився в 1839 році, син Тихона Федоровича Степанова.
Навчався в Харківському університеті за розрядом природничих наук і займався переважно зоологія.
Після закінчення курсу в 1861 році був призначений викладачем Першої Харківської гімназії з прикомандируванням до Харківського університету для викладання природничих наук на медичному факультеті і читав мінералогію.
У 1862 році був відряджений за кордон, працював головним чином в лабораторіях Рудольфа Лейкарта в Гіссені та Генріха Пагенштехера в Гейдельберзі. Відвідав багато зоологічних установ Німеччини, Парижу та Лондона, займався вивченням будови морських тварин у Італії (Ла-Спеція) і на острові Гельголанде. У 1864 році повернувся до Російської імперії.
У 1865 році отримав ступінь магістра зоології, після чого був призначений доцентом Харківського університету при кафедрі зоології, читав порівняльну гістологію та курс анатомії людини.
У ступені доктора зоології був затверджений в 1868 році. У 1869 році призначений професором по кафедрі зоології. З 1873 року отримав у завідування зоологічний кабінет університету, який він широко використовував для практичних занять зі студентами.
Павло Степанов брав участь у діяльності земства, надаючи доповіді на земських зборах, особливо на з'їздах, які збиралися з питання про шкідливих комах, головних чином — хлібного жука, наприкінці 1870-х і на початку 1880-х років.
З 1887 по 1891 рік був деканом фізико-математичного факультету. У 1890—1893 роках читав курс біології тварин.
З 1894 року був Головою правління Харківського товариства грамотності.
Померт 22 березня 1908 року.

## Примітка
1. ↑  Бесплатное прибавление к газете Утро. — Утро. — 1908. — № 391 (16 березня).